# Доля — мисливець
Доля-мисливець(англ. Fate Is the Hunter) — американський трилер режисера Ральфа Нельсона 1964 року. У фільмі "Доля - мисливець" також знялися Джейн Рассел (грає саму себе у флешбеках для USO), Нехемія Персофф, Воллі Кокс і Марк Стівенс. Дороті Малоун також з'являється в епізодичній ролі. У фільмі звучить рання музика композитора Джеррі Голдсміта.

## Сюжет
Через п'ять хвилин після зльоту в аеропорту Лос-Анджелеса розбивається авіалайнер із п'ятдесятьма трьома пасажирами на борту. Виживає одна стюардеса. Відразу ж з'являється безліч версій причин авіакатастрофи: від техногенних до можливої диверсії. Позиція самого авіаперевізника — пілот Джек Севідж був п'яний. Однак така «офіційна» версія зовсім не влаштовує Сема МакБейна. У воєнний час МакБейн був другим пілотом у Севіджа, а тепер змінив штурвал літака на керівну роботу в авіакомпанії. Незважаючи на те, що останнім часом у них з Севіджом були непрості стосунки, МакБейн вирішує довести всім, що Джек не винен…. на шкоду власному підвищенню по службі.

## У ролях
- Гленн Форд — Сем МакБейн
- Ненсі Кван — Саллі Фрейзер
- Род Тейлор — капітан Джек Севідж
- Сюзанн Плешетт — Марта Вебстер
- Джейн Расселл — камео
- Воллі Кокс — Ральф Банді
- Нехемія Персофф — Бен Сойєр
- Марк Стівенс — Міккі Дулан
- Макс Шоуолтер — Ден Кроуфорд
- Констанс Тауерс — Пег Берк
- Говард Ст. Джон — Марк Гатчінс
- Роберт Дж. Вілкі — Стіллман
- Берт Фрід — Діллон
- Дорт Кларк — Тед Вільсон
- Мері Вікс — місіс Ллевлін
- Роберт Ф. Саймон — Проктор